# Tehuipango
Tehuipango è una municipalità dello stato di Veracruz, nel Messico centrale, il cui capoluogo è la località omonima.
Conta 23.479 abitanti (2010) e ha una estensione di 94,75 km². 	 	
Il significato del nome della località in lingua nahuatl è in mezzo al passaggio trasparente.